# Royaume-Uni pendant la guerre de Sécession
 (janvier 2010).
Si vous disposez d'ouvrages ou d'articles de référence ou si vous connaissez des sites web de qualité traitant du thème abordé ici, merci de compléter l'article en donnant les références utiles à sa vérifiabilité et en les liant à la section « Notes et références ».
Officiellement, le Royaume-Uni pendant la guerre de Sécession en Amérique du Nord est neutre : la reine Victoria avait signé de sa main, le 13 mai 1861, le British Neutrality Act.
Les États confédérés d'Amérique (la Confédération) comptait largement sur l'intervention du Second Empire français et du Royaume-Uni de Grande-Bretagne et d'Irlande pour acquérir son indépendance, mais ces puissances n'intervinrent pas ouvertement dans le conflit : cela aurait signifié la guerre avec les États-Unis (l'Union).
Cependant le Royaume-Uni aida en sous-main la Confédération, ce qui entraîna plusieurs crises diplomatiques. Ainsi un incident naval majeur, l'Affaire du Trent, faillit déclencher dès 1861 la guerre entre le Royaume-Uni et l'Union ; et la construction en secret par le chantier naval John Laird d'un navire destiné à devenir le corsaire confédéré CSS Alabama déclencha de véhémentes protestations, aussi bien en Amérique qu'au Parlement et dans la presse britanniques.
Les armateurs britanniques (de façon cette fois légale) construisirent et utilisèrent la plupart des forceurs de blocus, risquant (et gagnant souvent) des millions de livres sur le trafic de ces navires rapides, qui allaient livrer des armes, des fournitures de guerre (et des articles de luxe) à la Confédération. Ils en rapportaient du tabac et surtout du coton, matière première indispensable à l'industrie de transformation anglaise, pilier primordial de sa révolution industrielle.
Au total, l'aide britannique resta avant tout prudente, et ne fut assez importante ni pour influencer l'issue de la guerre, ni pour provoquer une déclaration de guerre de la part de l'Union.
D'ailleurs, la mission diplomatique unioniste, dirigée par Charles Francis Adams, Sr., ministre d'Abraham Lincoln en poste en Grande-Bretagne, fut bien plus efficace que la mission confédérée, qui ne fut pas reconnue officiellement par le Royaume-Uni.

## La stratégie de la Confédération
Jefferson Davis, président des États confédérés d'Amérique (la Confédération), pensa dès le début du conflit que l'Europe, se voyant totalement dépendante des importations de coton, serait forcée de reconnaitre les États du Sud, et s'interposerait dans le conflit.
L'historien Charles Hubbard écrit en substance que Davis laissa le domaine des relations extérieures à d'autres membres de son gouvernement, et, au lieu de mener une intense campagne diplomatique en faveur de la Confédération, eut tendance dans ce domaine à laisser les évènements agir par eux-mêmes. Davis, selon Hubbard, était absolument sûr que les Européens avaient un tel besoin de coton qu'ils reconnaitraient et soutiendraient la Confédération, et selon lui, le coton serait plus efficace que la diplomatie. Aussi ne choisit-il pas des diplomates comme représentants officiels et émissaires en Europe, mais préféra-t-il des politiciens et des personnes de son entourage.
D'ailleurs, le Sénateur américain James Henry Hammond, de l'État de Caroline du Sud, avait proclamé en 1858 : « Si une nation nous déclare la guerre, nous, sans tirer un coup de fusil, sans dégainer l'épée, nous aurons le monde entier derrière nous...Car qu'arriverait-il si nous privions le monde de coton pendant trois ans ? ...L' Angleterre ferait banqueroute, et (pour éviter cela) elle entrainerait le monde entier avec elle pour venir à notre aide. Non, personne n'oserait faire la guerre au coton. Aucune puissance ne l'oserait. Cotton is king !... »
Selon Hubbard, la « stratégie du « King Cotton » » adoptée par Davis fut, dans sa rigidité et son entêtement, l'équivalent d'un bras de fer improductif avec les Européens : lui pensait qu'en restreignant les exportations de coton, il les forcerait à « venir le chercher »  et, en réaction, ils résistèrent à la coercition.
Pourtant, certains membres du gouvernement confédéré, comme le secrétaire à la guerre Judah Benjamin et le secrétaire au Trésor (en) Christopher Memminger (en), pensaient qu'au contraire, il fallait exporter le coton en grandes quantités pour se constituer un trésor de guerre. Jefferson Davis les fit taire.

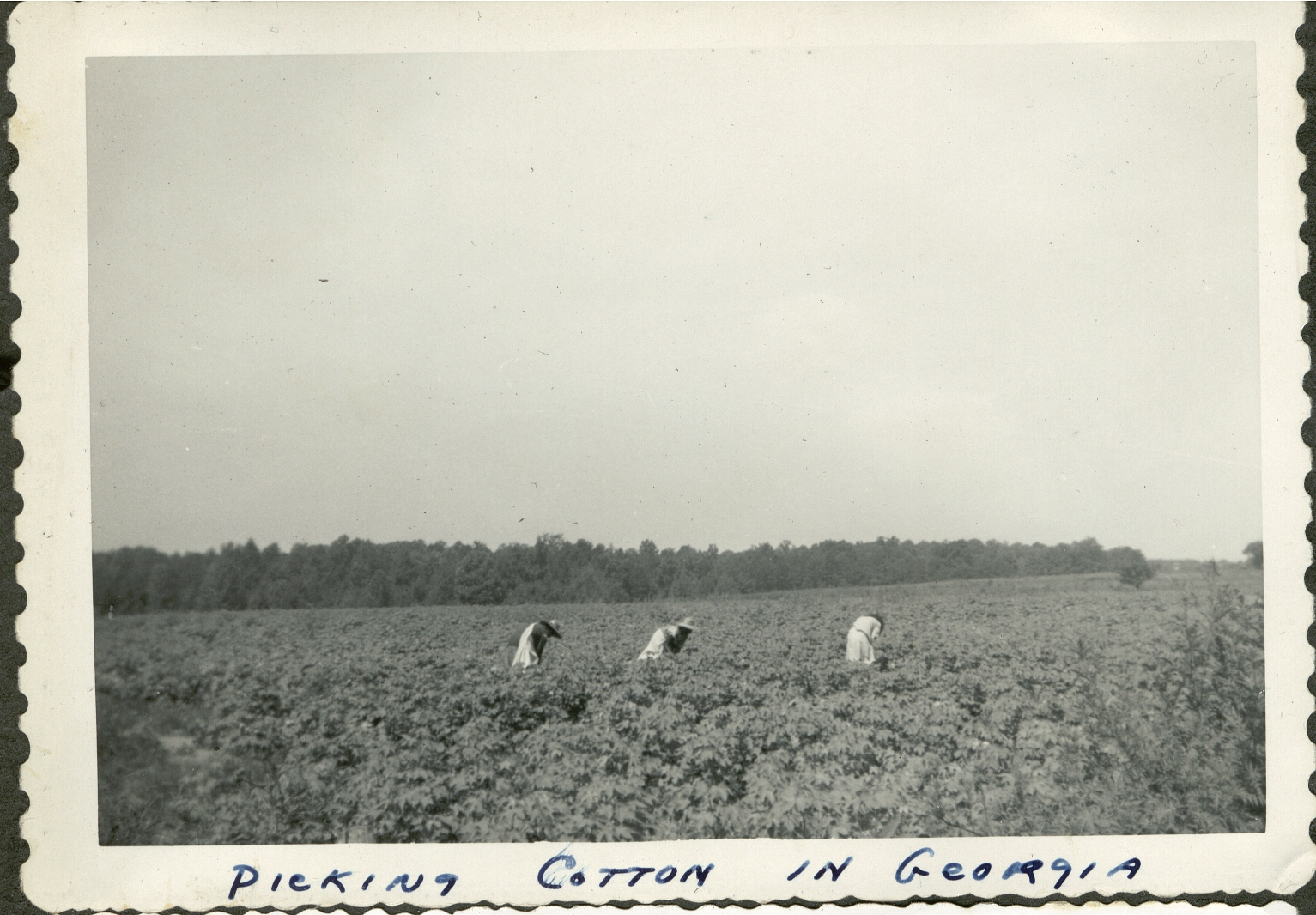
Ramassage à la main du « King Cotton » par des travailleurs noirs. Le coton produit par le Sud des États-Unis était de meilleure qualité (fibres plus longues et plus résistantes) que le coton d'Inde, et revenait moins cher à l'achat (main d'œuvre servile, transport moins long). Mais quand Jefferson Davis en restreignit l'exportation, pensant ainsi obliger l'Europe à reconnaitre et aider la Confédération, les industriels de Manchester (et de Lyon) développèrent la culture du coton en Égypte, en Argentine, et la restaurèrent en Inde (Histoire de la culture du coton).
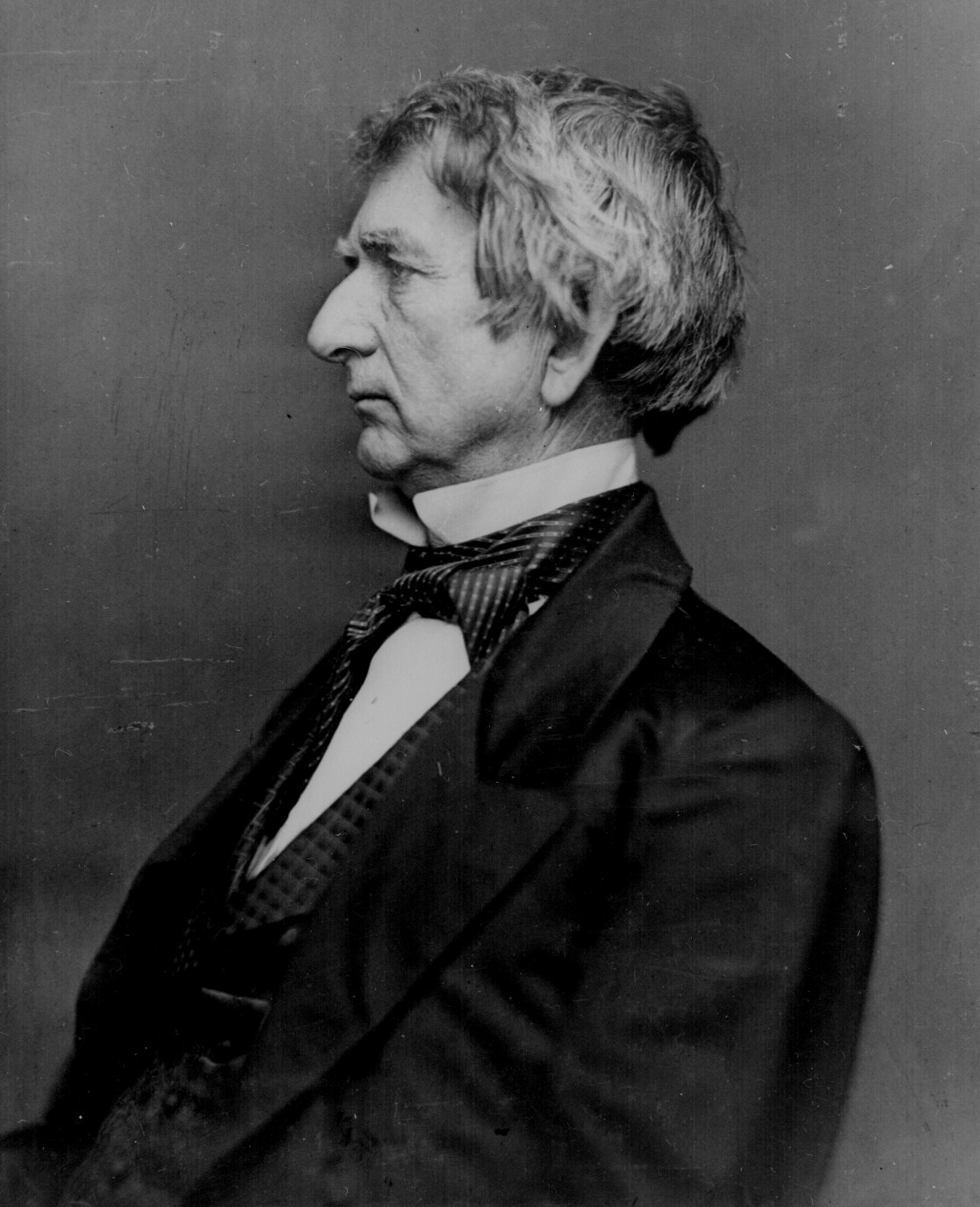
William H. Seward, bras droit de Abraham Lincoln (photo prise autour de 1850). Son caractère fantasque, sa brusquerie, ainsi que sa chevelure rousse et son nez busqué, le firent souvent caricaturer sous les traits d'un perroquet.
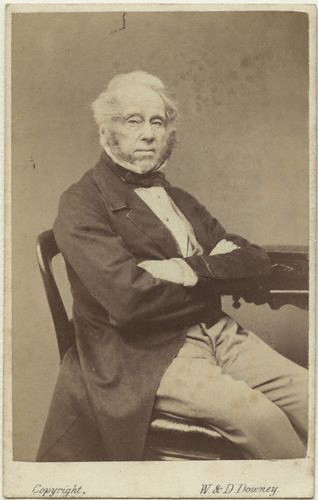
Henry Temple, 3e Viscount Palmerston en 1863, 2 ans avant sa mort en exercice. Il eut une attitude très prudente, après avoir pensé en 1861 (lors de l'affaire du Trent) que la guerre avec l'Union était inévitable.

## La stratégie de l'Union
La stratégie des États-Unis (l'Union) fut à l'opposé de la stratégie confédérée. Le gouvernement nordiste chercha (avec à la fois souplesse et pragmatisme) à éviter que le Royaume-Uni de Grande-Bretagne et d'Irlande ne reconnaisse l'indépendance du Sud, ce qui aurait entrainé la Second Empire français et les autres nations.
Les relations entre les États-Unis et le Royaume-Uni avaient soigneusement été améliorées au cours de la décennie précédant le début de la guerre de Sécession en 1861. Certes, les féniens étaient bien installés en Amérique du Nord, ce qui irritait fort le Premier ministre britannique Henry John Temple, 3e vicomte Palmerston, mais les conflits qui avaient surgi entre les deux puissances au nord à propos du territoire d'Oregon, et sur le tracé des frontières avec le Canada et au Texas avaient été apaisés par des négociations.
D'ailleurs, le secrétaire d'État des États-Unis, William Henry Seward, bras droit de Lincoln, qui lui confia entre autres la gestion de la politique extérieure américaine pendant la guerre, affirmait vouloir perpétuer le principe qui avait bien servi les États-Unis depuis la Révolution : « non-intervention dans les affaires des autres états - et résistance à l'intervention d'autres états dans les affaires des États-Unis ».

## La stratégie britannique

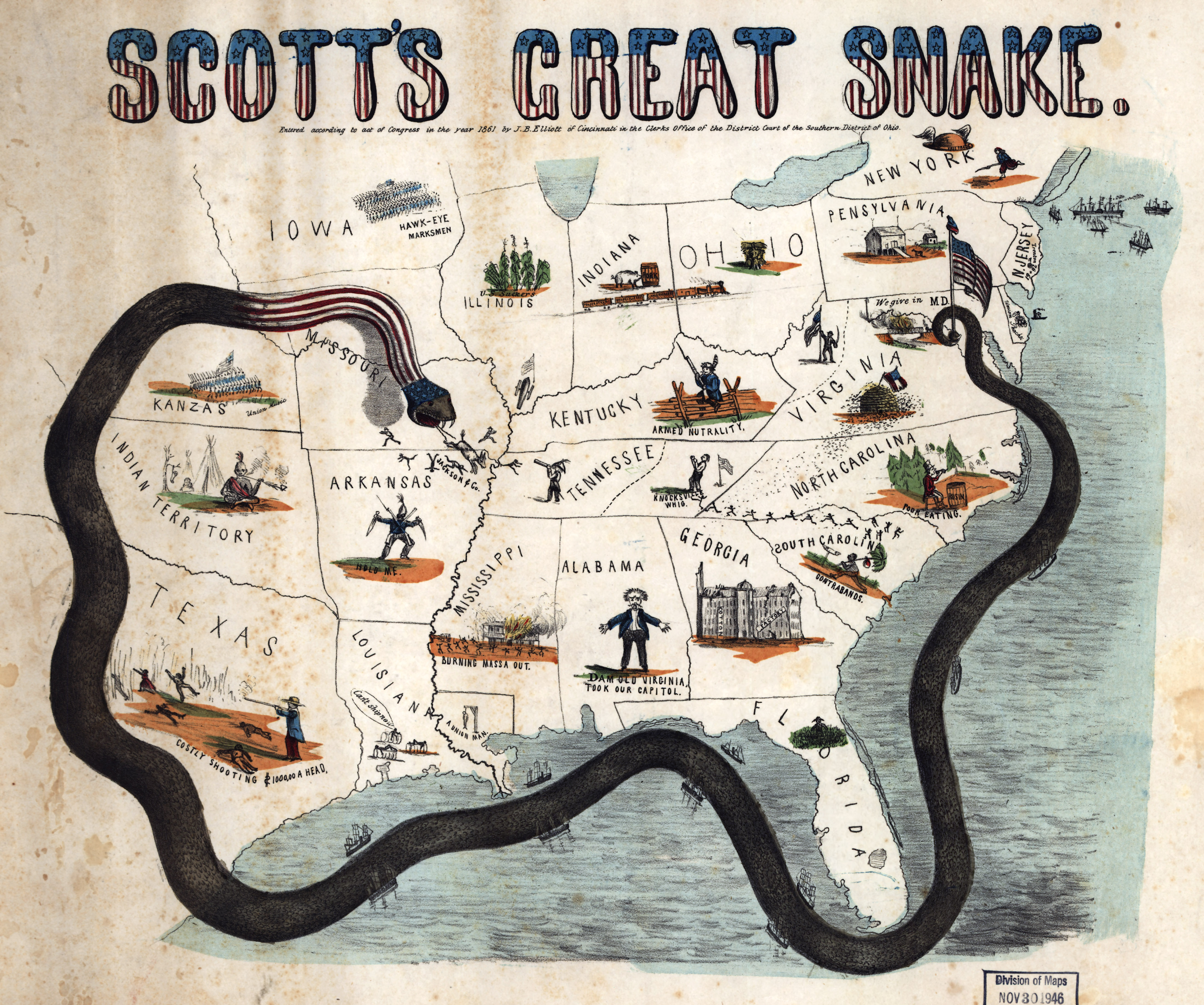
Carte du blocus qui, selon le plan Anaconda de Winfield Scott, devait étrangler la Confédération en fermant aussi bien les mers que le Mississippi.

Dès avant la guerre de Sécession, Palmerston avait pris position en faveur de la neutralité britannique, qui, pensait-il, ménagerait au mieux (au moins dans un premier temps) les intérêts du Royaume-Uni. Ensuite, le principe britannique consistant à faire passer avant tout les intérêts britanniques (intérêts aussi bien stratégiques qu'économiques) fut à nouveau de rigueur.
En fait, l'évolution politique en Europe préoccupait aussi Palmerston : en particulier les ambitions de Napoléon III et la montée en puissance de l'Allemagne sous Otto von Bismarck menaçaient l'équilibre européen ardemment recherché par les Britanniques.
En ce qui concerne le blocus (le plan Anaconda) décrété par l'Union contre la Confédération, le Royaume-Uni, la plus forte et la plus ancienne puissance maritime, ne pouvait que demander par principe que l'on respecte ce genre de mesure. Elle cherchait aussi à continuer à améliorer ses relations avec l'Union. L'attitude officiellement prudente qu'elle dut adopter dès le début du conflit entraîna donc colère et frustration dans les États du Sud étranglés par le blocus unioniste
Comme l'a écrit James Baxter : « Le gouvernement britannique, tout en défendant les intérêts de ses négociants et de ses armateurs, gardait un œil sur les précédents – et un œil sur les futurs intérêts de la Reine des Mers ».
Les diplomates étrangers qui observaient la situation voyaient bien que les Britanniques voulaient ménager chacun des deux antagonistes, tout en sauvegardant leurs propres intérêts :
- L'ambassadeur de l'Empire russe à Washington, Edouard de Stoeckl (ami de Seward, avec qui il négociera au mieux des intérêts américains la vente de l'Alaska en 1867) note : « Le Cabinet de Londres surveille attentivement les dissensions en Amérique du Nord, et en attend l'issue avec une impatience qu'il a peine à déguiser... » De Stoeckl avisa Saint-Pétersbourg que selon lui, le Royaume-Uni reconnaitrait la Confédération à la première occasion.
- Cassius Clay, ambassadeur de Lincoln auprès du tsar Alexandre II, déclara : « J'ai lu du premier coup d'œil les pensées des Britanniques : ils espèrent notre ruine ! Ils sont jaloux de notre puissance. Ils ne sont ni pour le Nord, ni pour le Sud, ils haïssent les deux[9]. »
- Charles Francis Adams, Sr., fut l'ambassadeur de Lincoln en Grande-Bretagne de 1861 à 1868. Sa mission était surtout de bien démontrer aux Britanniques que la rébellion n'avait aucune consistance sur le plan juridique international, que la guerre n'était qu'une entreprise de rétablissement de l'ordre, une simple affaire interne, qui ne devait en aucun cas entraîner la moindre tendance à reconnaître les sécessionnistes et que cette reconnaissance serait considérée par Washington comme un acte d'hostilité déclarée.

Seward avait donné comme instructions à Adams de bien faire comprendre à Londres que les Britanniques eux-mêmes, avec leurs nombreuses colonies largement disséminées de par le monde, et avec de plus à leur porte deux communautés à problèmes (l'Irlande et l'Écosse), n'avaient pas intérêt à favoriser les menées indépendantistes en général, ce qui pourrait « établir un dangereux précédent. »

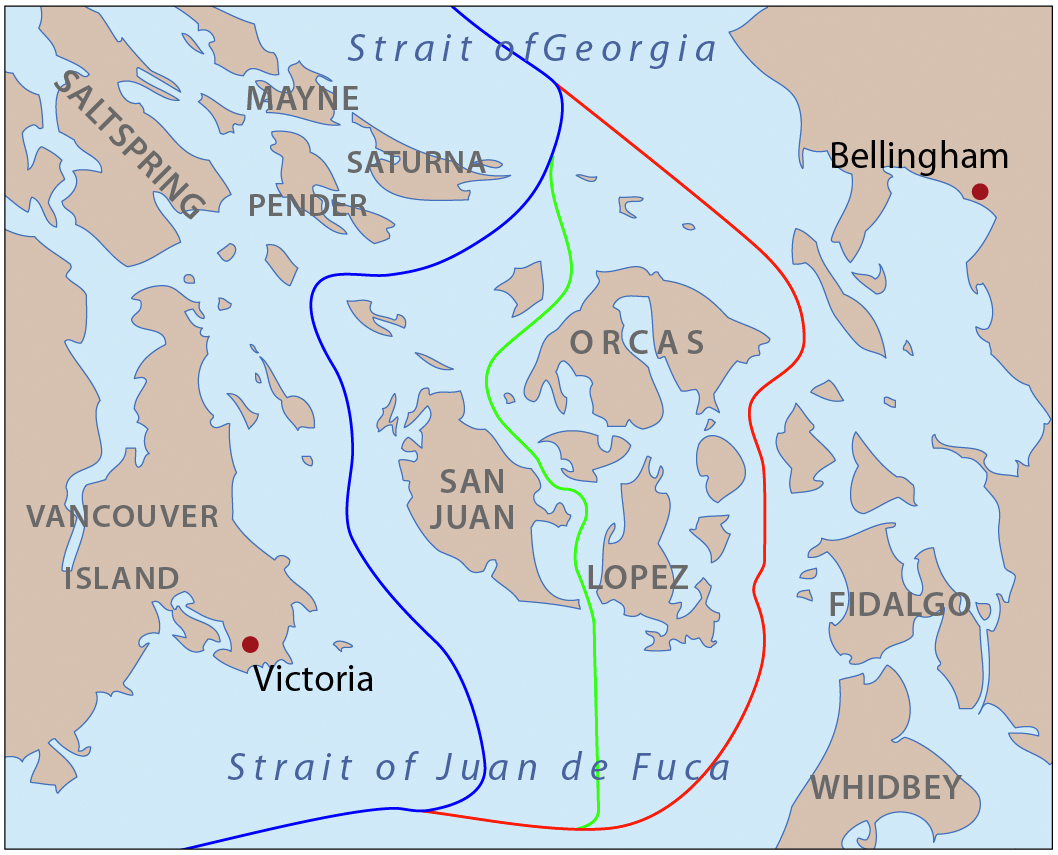
Les îles San Juan furent en 1859 l'objet d'un conflit entre les USA et le Royaume-Uni : la "guerre du cochon et des patates"

- Richard Lyons, 2e baron Lyons (ultérieurement 1er vicomte Lyons) arriva comme ambassadeur à Washington en avril 1859. Diplômé de Christ Church, Oxford, fort de deux décennies d'expérience diplomatique[12], il eut comme première tâche d'apaiser la tension qui s'était réveillée entre Américains et Britanniques au sujet des petites îles San Juan (« Guerre du cochon et des patates »[11]).

L'ambassadeur Lyons, comme beaucoup d'hommes politiques britanniques, se méfiait de Seward et faisait part de ses impressions négatives dans sa correspondance (que les ministres du Cabinet lisaient volontiers). Ainsi, le 7 janvier 1861, avant même que l'administration de Lincoln ne se soit mise en place, il écrivait à Lord John Russell (ultérieurement 1er comte Russell), alors secrétaire d'État aux Affaires étrangères :
« Je ne peux m'empêcher de penser qu'il sera un dangereux ministre des affaires étrangères. Il a toujours pensé que les épisodes de tension dans les relations entre les USA et le Royaume-Uni étaient un bon tremplin pour sa carrière politique. Certes, je ne vais pas jusqu'à penser que Mr Seward envisage vraiment de nous faire la guerre, mais il pourrait être disposé à jouer le vieux jeu consistant à augmenter sa popularité ici (en Amérique du Nord) en se montrant brutal envers nous. »
Les impressions de Lyons se trouvèrent d'ailleurs vérifiées pour une part après la guerre de Sécession : Seward ne fit pas grand chose pour empêcher ou prévenir plusieurs raids féniens contre le Canada.
Pourtant Seward, peut-être bridé par Lincoln, s'était montré plutôt raisonnable lorsqu'avait éclaté, en 1861, l'affaire du Trent, qui faillit entrainer le Royaume-Uni dans la guerre de Sécession débutante. Sa modération du moment et la diplomatie « calme et mesurée » de Lyons et peut-être aussi l'influence sédative du Prince Albert sur son épouse la reine Victoria, qui se jugeait fortement offensée, contribuèrent en tous cas à apaiser la crise.

## La question de l'esclavage
La Confédération naquit lorsque 15 états esclavagistes refusèrent d'accepter l'élection de Lincoln : le président et son parti (les Républicains) s'étaient déclarés résolument contre l'esclavage, sur lequel les États du Sud, producteurs de coton, avaient basé leur économie.

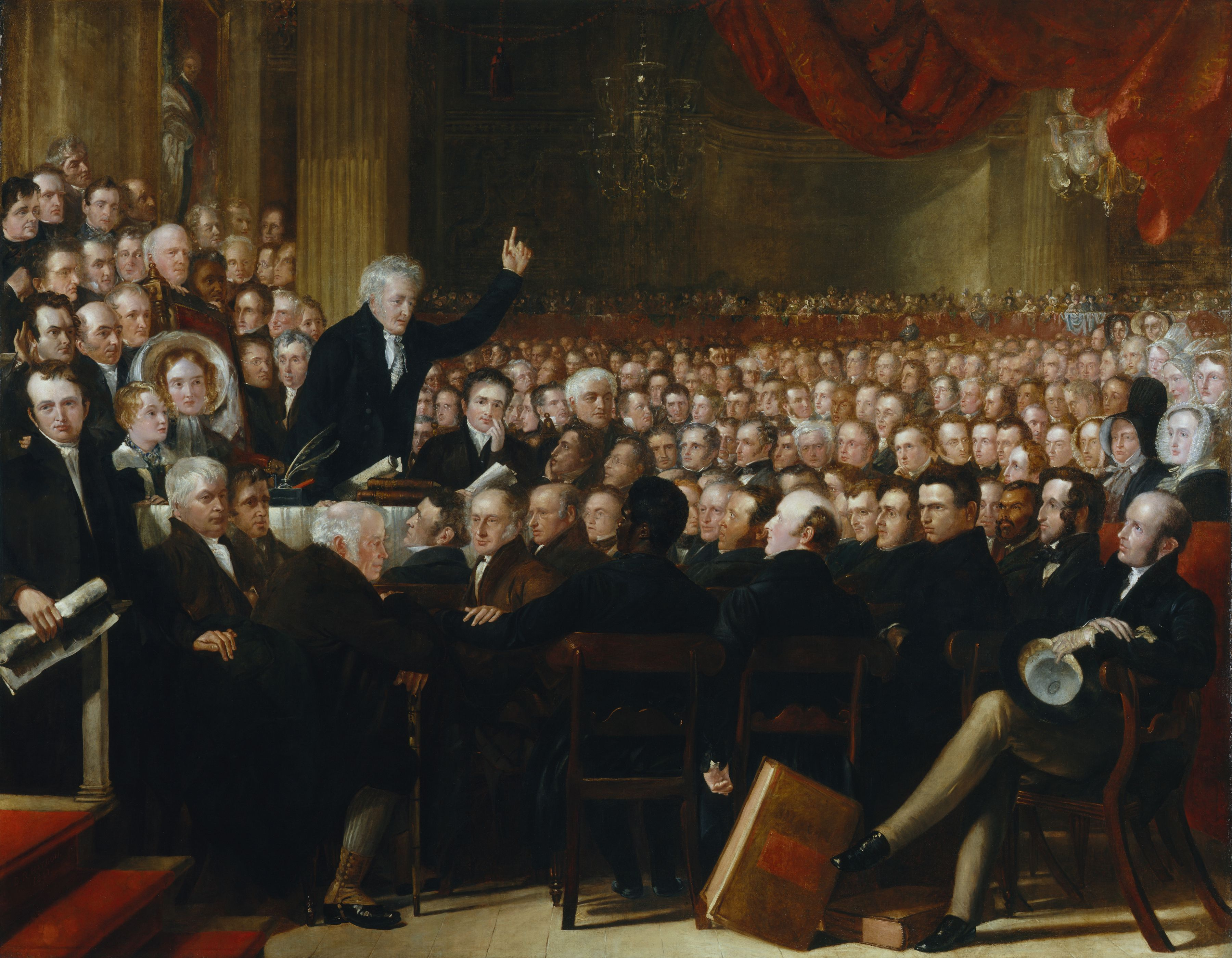
Réunion de lAnti-Slavery Society en 1840 à Londres. Un demi-siècle avant la Guerre de Sécession, le mouvement anti-esclavagiste britannique était déjà puissant et bien organisé. Noter les Noirs émancipés qui assistent aux débats sur un pied d'égalité avec les blancs (et en particulier au 1° plan (de dos)

Cependant, jusqu'à la fin de l'année 1862, l'abolition immédiate et totale de l'esclavage n'avait pas été envisagée par le gouvernement de l'Union ; d'ailleurs, quelques États de l'Union (Kentucky, West Virginia, Maryland, Missouri et Delaware) le pratiquaient encore. C'est pourquoi, selon la résolution Crittenden-Johnson de juillet 1861, la guerre n'était pas menée contre les états esclavagistes pour les rassurer et les inciter à rester dans l'Union mais contre les états sécessionnistes.
Les deux proclamations d'émancipation de Lincoln (septembre 1862 et janvier 1863) en montrant nettement que l'abolition de l'esclavage était le but final de la guerre, provoquèrent un revirement dans l'opinion étrangère. La cause sudiste parut immédiatement moins belle, en particulier en Grande-Bretagne, où des députés anti-esclavagistes comme Richard Cobden menaient de longue date une campagne vigoureuse au nom du droit à la liberté. Le Royaume-Uni avait par ailleurs officiellement aboli l'esclavage dans son empire autour des années 1830, et depuis 1852, le roman social Uncle's Tom Cabin (« La case de l'oncle Tom ») d'Harriet Beecher Stowe était au deuxième rang des ventes en librairie, juste derrière la Bible. Enfin, le livre de souvenirs de l'ancienne esclave Harriet Jacobs connaissait également un grand succès de librairie en Grande-Bretagne, que ce soit la version intégrale Incidents in the Life of a Slave Girl ou la version expurgée A Tale of Slavery, dont avaient été supprimée la description des abus sexuels que son maître avait essayé de lui faire subir pendant 10 ans.

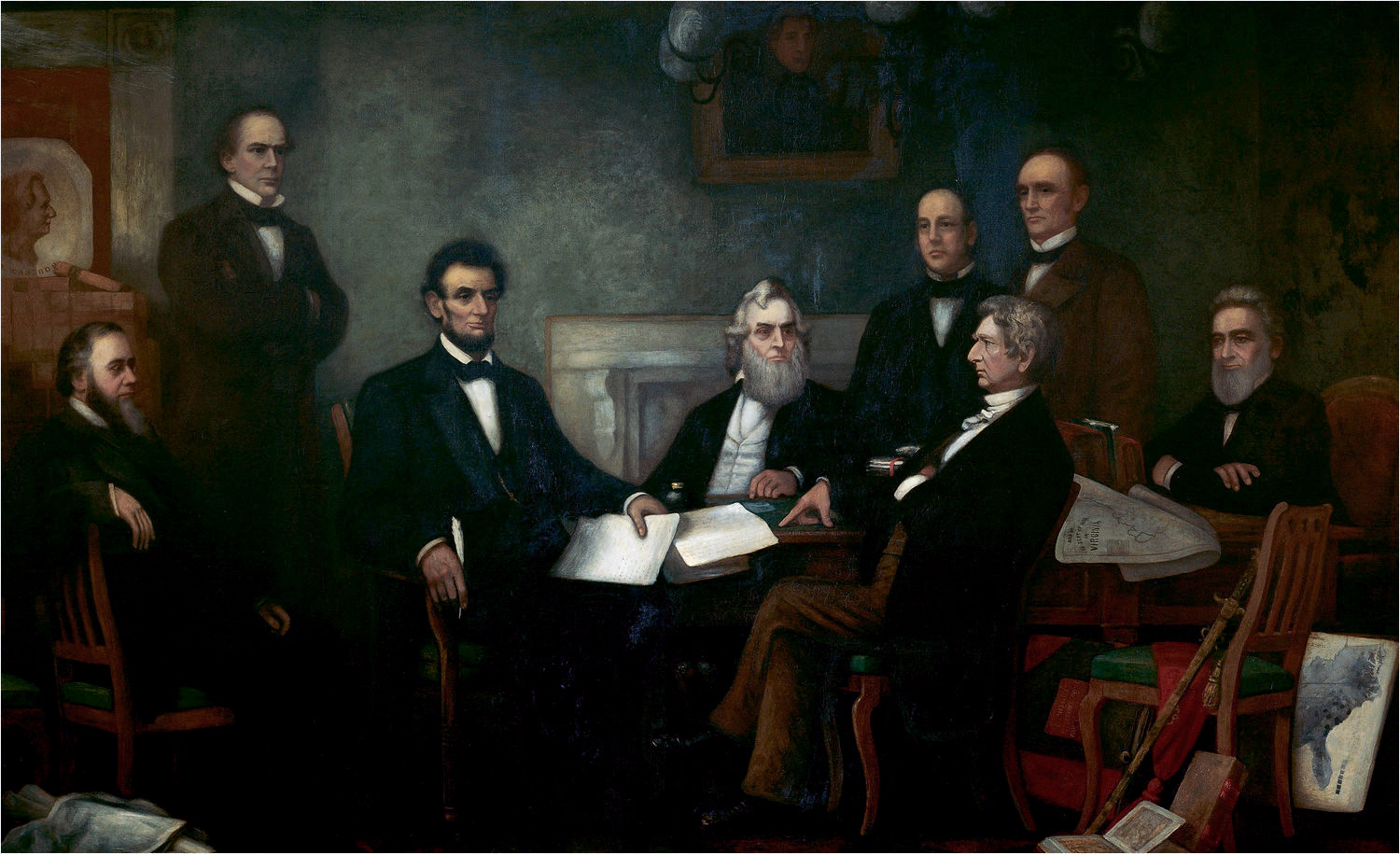
Signature de la proclamation d'émancipation. Assis, Lincoln, et, de profil en face de lui, Seward.

En conséquence, les hommes politiques britanniques qui militaient en faveur de la Confédération se mirent à proposer plutôt une médiation visant à la paix qu'une intervention active, tout en tentant d'occulter le fait que la paix, une fois signée, permettrait à la Confédération d'accéder à l'indépendance et de maintenir l'esclavage.

## Affaire du Trent
Le 8 novembre 1861, le capitaine Charles Wilkes (un marin réputé pour sa dureté et son inflexibilité), commandant de la frégate unioniste USS San Jacinto, prend l'initiative d'arraisonner le paquebot britannique RMS Trent, qui sortait de La Havane et d'arrêter deux passagers, les émissaires du gouvernement confédéré James M. Mason de Virginie et John Slidell de Louisiane qui allaient prendre leur poste respectivement en Angleterre et en France. Pendant que les masses nord-américaines jubilaient, l'indignation éclatait en Grande-Bretagne, qui se mettait sur le pied de guerre et envoyait 30 000 soldats au Canada.
Toutefois, la crise fut apaisée en haut lieu, en particulier grâce à l'intercession de la France. Libérés au bout d'un mois, les émissaires finirent par traverser l'Atlantique : l'Union ne pouvait soutenir une guerre à la fois contre la Confédération et contre le Royaume-Uni.
De toute façon, la guerre entre ces deux puissances était matériellement improbable : l'Union fournissait au Royaume-Uni 40 % de ses importations en blé (et presque autant à la France) car les récoltes céréalières avaient été très mauvaises en Europe. Quant au coton confédéré, il fut assez rapidement remplacé par le coton égyptien et indien. De plus, l'Union importait beaucoup de munitions fabriquées en Angleterre.
Un effet bénéfique de la collaboration entre Lyons et Seward pendant la crise du Trent fut le traité Lyons-Seward de 1862 (en), qui fit collaborer la United States Navy et la Royal Navy dans une lutte maritime commune contre les navires négriers se livrant à la traite des noirs.

## 1862, année critique
À la fin de l'été 1862, les observateurs européens avaient toutes raisons de croire que le Sud allait l'emporter : les Nordistes avaient été battus lors de la première bataille de Bull Run (21 juillet 1861) et n'avaient pu prendre ensuite la capitale confédérée, Richmond (Virginie), puis à nouveau battus lors de la seconde bataille de Bull Run, les 28, 29 et 30 août 1862.
À Londres, Palmerston, constatant les succès confédérés, pensait que ceux-ci allaient obliger Lincoln à accepter la médiation anglaise. Il ne se précipitait cependant pas, pratiquant la politique attentiste « wait and see », mais avait toutefois demandé au 1er comte Russell, secrétaire d'État aux Affaires étrangères, d'annoncer à James M. Mason, le représentant de la Confédération à Londres, que si les succès sudistes se confirmaient, la question de la médiation pourrait être favorablement envisagée lors de la prochaine réunion du cabinet, à l'automne. L'influence du remuant représentant de l'Union, Adams, était manifestement plus grande que celle du représentant de la Confédération, Mason.
Cependant, le représentant de Lincoln s'activait et pesait de tout son poids pour empêcher le Royaume-Uni d'imposer sa médiation et la paix, qui entérinerait l'indépendance de la Confédération. Il menaçait le Royaume-Uni à mots couverts. Si elle prenait parti pour la Confédération, l'Union mènerait contre elle une guerre totale sur toutes les mers du globe, envahirait le Canada, cesserait ses exportations de blé (dont le Royaume-Uni avait un besoin vital) et se fournirait ailleurs en machines, armes et produits industriels divers.

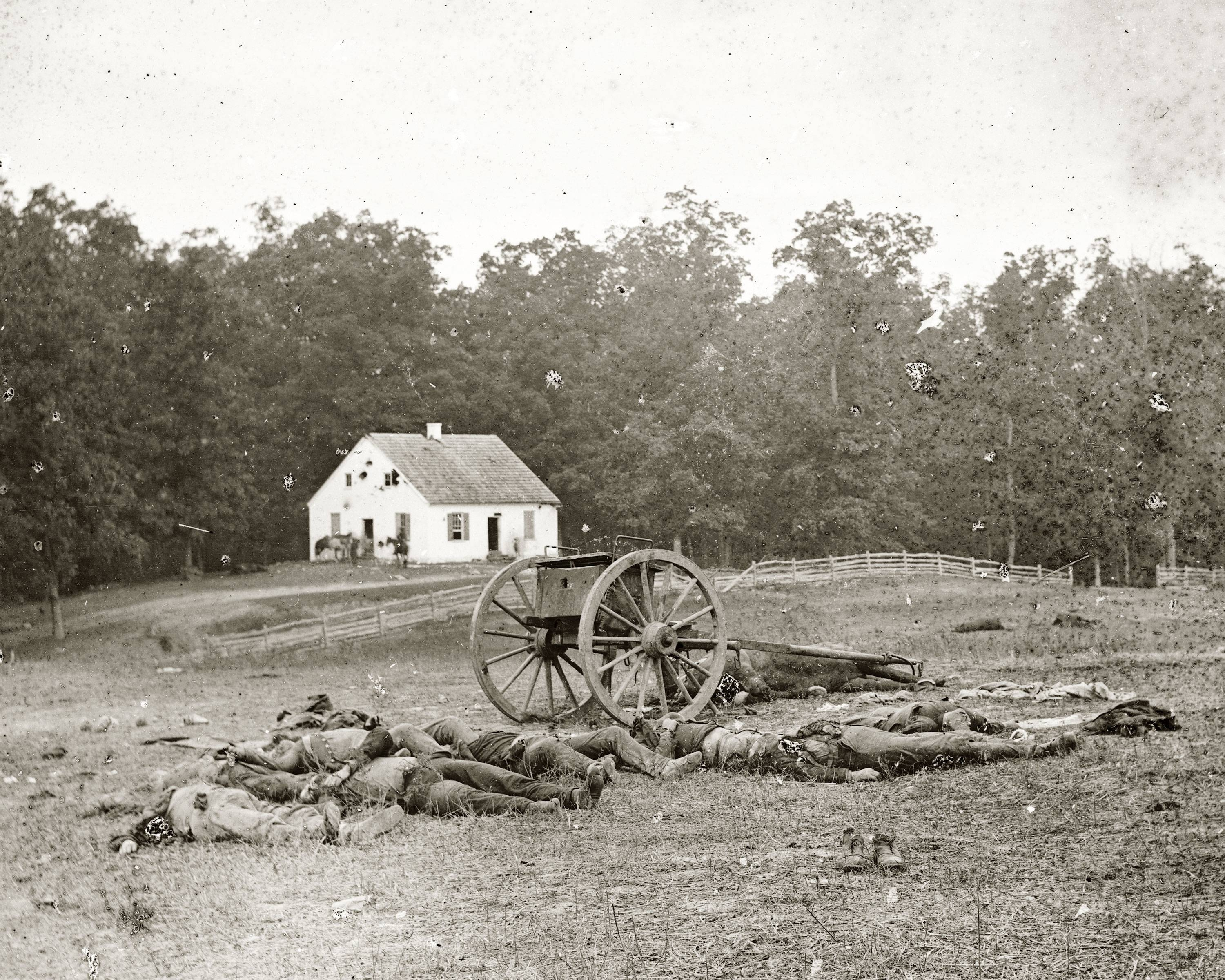
Une partie du champ de bataille d'Antietam.

Mais après que l'offensive sudiste eut été arrêtée à la bataille d'Antietam (le 17 septembre 1862), Lincoln fit savoir au monde que la guerre n'avait dorénavant plus pour but unique la sauvegarde de l'intégrité de l'union des États-Unis (comme l'avait annoncé la « résolution Crittenden-Johnson (en) » de juillet 1861), mais aussi l'abolition de l'esclavage. Tandis que cette 1re proclamation d'émancipation des Noirs (22 septembre 1862), suivie d'une amplification par la seconde proclamation du 1er janvier 1863, empêchait le Royaume-Uni de prendre ouvertement parti pour la Confédération, la France préférait attendre le résultat des élections au Congrès des États-Unis (en novembre) pour statuer définitivement. Le Royaume-Uni ne pouvait pas prendre parti officiellement pour un régime esclavagiste, contre un régime anti-esclavagiste qui venait de remporter une grande victoire.
Presque toute l'opinion publique britannique était hostile à la Confédération, aussi bien la classe moyenne que la classe laborieuse, qu'il s'agisse des employés des filatures (qui étaient frappés par la Cotton Famine), des ouvriers des chantiers navals (qui construisaient les coques des futurs corsaires confédérés et des forceurs de blocus) et des ouvriers des arsenaux, qui fabriquaient les munitions et les armes exportées aussi bien vers l'Union que vers la Confédération.
Palmerston rejeta même l'offre de l'empereur Napoléon III, qui offrait son concours aux Britanniques pour exercer sur l'Union une pression diplomatique conjointe.

## Quelques aspects diplomatiques
- Bien que son prolétariat des grandes villes de filatures ait souffert de la Cotton Famine (surtout dans le Lancashire), le Royaume-Uni résista à la coercition exercée par la Confédération qui appliquait sa stratégie du King Cotton : d'une part elle avait des stocks de coton, et d'autre part elle s'en procura assez vite en Égypte, en Inde et en Argentine. Par contre, l'embargo sur les grosses exportations de blé vendu par l'Union au Royaume-Uni aurait été bien plus préoccupant : la famine aurait été générale en Grande-Bretagne[19]. Les arguments du Nord étaient donc dans ce cas plus convaincants que ceux du Sud.
- Les envoyés de Jefferson Davis en Europe (Mason à Londres et Slidell à Paris) furent bien moins efficaces qu'Adams et que Seward. Les Sudistes furent apparemment bien reçus mais n'arrivèrent pas à obtenir la reconnaissance officielle de la Confédération.
- En 1863, la Confédération, par mesure de rétorsion, expulsa tous les consuls britanniques et français de son territoire parce que ces derniers avaient  recommandé à leurs ressortissants de ne pas s'engager contre l'Union[26]. Il pouvait s'agir soit de marins britanniques, qui auraient été tentés par les bonnes soldes et parts de prises offertes par les prestigieux corsaires confédérés, comme le CSS Alabama, soit des soldats aguerris émanant du corps expéditionnaire français au Mexique.
- Il n'y eut pas d'ambassadeur officiel européen à Richmond. En particulier, ni le Royaume-Uni ni la France n'en nommèrent. Ces pays considérèrent cependant l'Union et la Confédération comme des belligérants et appliquèrent les règlements internationaux prévus dans ce cas. Le Canada, alors britannique, autorisa les agents des deux belligérants à travailler ouvertement sur son territoire[27].

## Anecdotes

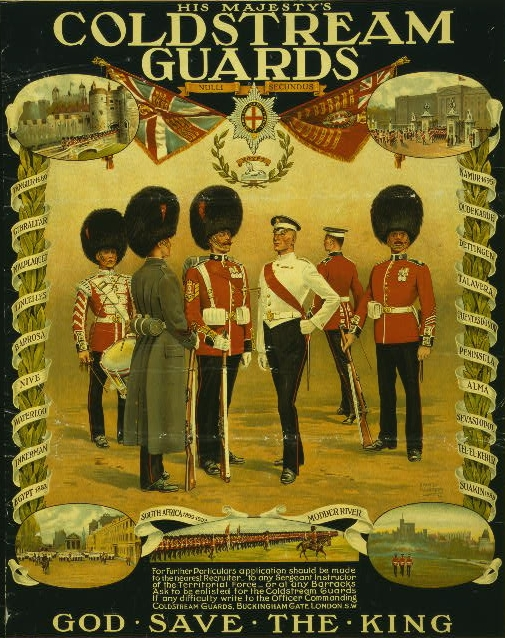
Les Colstream Guards sont le plus ancien régiment de la Garde du souverain britannique. Leur tenue n'avait probablement pas varié beaucoup entre 1861 et 1913.

- Au début de juillet 1863, le jeune lieutenant-colonel Arthur Fremantle, des Coldstream Guards de l'Armée britannique, assista en tant qu'observateur à la bataille de Gettysburg. Il avait traversé tout le Sud, du Texas au Maryland, et était arrivé à New York juste au moment où les Draft Riots l'ensanglantèrent. Dans le livre qu'il fit paraitre en 1865 (Three Months in the Southern States (en)), il annonçait que le Sud allait certainement gagner la guerre[28]. Il est à noter que Fremantle, qui occupait alors le poste d'assistant du secrétaire militaire du gouverneur de Gibraltar, Sir William John Codrington, l'ancien commandant-en-chef des forces britanniques pendant la guerre de Crimée, avait rencontré début 1862 le « flamboyant confederate captain » Raphael Semmes à l'occasion de la relâche forcée du CSS Sumter à Gibraltar, en précisant qu'il avait été impressionné par sa personnalité[29].
- Le 6 novembre 1865, cinq mois après la fin des hostilités, dans l'estuaire de la Mersey, en vue de Liverpool, le capitaine James Iredell Waddell rendit son corsaire, le CSS Shenandoah, à l'Amirauté britannique. Il avait parcouru 9 000 miles (14 500 km) depuis le nord de l'Océan Pacifique, théâtre de ses dernières actions de destruction de la flotte baleinière unioniste. Le CSS Shenandoah fut rendu aux États-Unis et vendu aux enchères par le consulat américain.
- Conséquences sur les relations entre Américains et Britanniques: l'anglophobie dans les États du Nord victorieux, causée par l'aide apportée par le Royaume-Uni au Sud, mit longtemps à s'apaiser et renforça l'isolationnisme aux États-Unis pendant plus de cinquante ans.

Immédiatement après la guerre, le gouvernement américain, frustré par le refus obstiné de Palmerston d'entendre ses demandes de réparations (les Réclamations de l'Alabama), ne réagit guère lorsque des agitateurs irlandais attaquèrent le Canada lors d'une série de raids fenians.
Une convention internationale réunie à Genève procéda à un arbitrage, jetant du même coup les bases du droit international, et le successeur de Palmerston, William Ewart Gladstone, accepta en 1872 de régler 15 millions et demi de dollars américains aux États-Unis. Gladstone présenta aussi les excuses de le Royaume-Uni, sans toutefois reconnaitre la culpabilité britannique.
Le traité de Washington de 1871 ratifia le jugement de la cour de Genève et divers arrangements frontaliers et territoriaux (comme l'attribution des îles San Juan aux États-Unis) ou concernant les droits de pêche, etc.

## Source de la traduction
- (en) Cet article est partiellement ou en totalité issu de l’article de Wikipédia en anglais intitulé « United Kingdom and the American Civil War » (voir la liste des auteurs).